# Эдогониевые
Эдого́ниевые (лат. Oedogoniaceae) — семейство зелёных водорослей из монотипного порядка эдогониевых (Oedogoniales). Насчитывают около 800 видов.

## Биологическое описание
Представители семейства — нитчатые водоросли с ветвящимися (эдогониум) или неветвящимися (бульбохете, эдокладий) талломами. Деление клеток в составе нити сопровождается характерной последовательностью событий цитокинеза, приводящей к формированию «колпачков» в составе клеточной стенки дочерних клеток. Подвижные стадии — зооспоры, андроспоры и сперматозоиды — многожгутиковые (стефаноконтные). Вегетативные клетки одноядерные с одним постенным хлоропластом, обычно со множеством пиреноидов. Монофилия семейства подтверждена данными нуклеотидной последовательности гена 18S рРНК.
Размножение вегетативное, бесполое и половое. Вегетативное осуществляется за счёт фрагментации нитей, бесполое — с помощью зооспор, половое — оогамия.

## Экология
Эдогониевые водоросли — типичные представители перифитонных сообществ пресных вод. Иногда они могут отрываться от субстрата и плавать в толще воды, образуя, подобно сифонокладиевым и сцеплянкам, ватообразные скопления.